# Šilinės miškas
Šilinės miškas este o arie protejată (sit de importanță comunitară — SCI) din Lituania întinsă pe o suprafață de 283,22 ha, integral pe uscat.

## Localizare
Centrul sitului Šilinės miškas este situat la coordonatele 54°15′59″N 25°44′09″E / 54.2664°N 25.7359°E.

## Înființare
Situl Šilinės miškas a fost declarat sit de importanță comunitară în decembrie 2021 pentru a proteja un număr necunoscut de specii din flora spontană și fauna sălbatică aflate în arealul zonei.

## Biodiversitate
Situată în ecoregiunea boreală, aria protejată conține 3 habitate naturale: Taiga vestică, Păduri fino-scandinave bogate în ierburi cu Picea abies, Păduri central-europene de pin scoțian cu licheni.
La baza desemnării sitului se află un număr nedeclarat de specii protejate.
Pe lângă speciile protejate, pe teritoriul sitului au mai fost identificate 1 specie de plante, 1 specie de nevertebrate.